# Skama la Rede
Skama la Rede es un grupo de ska-punk formado en septiembre de 2003 en Asturias. La mayoría de sus componentes proceden de la villa de Candás, aunque también hay un luanquín y un leonés.

## Historia
El grupo fue formado a través de los contactos entre varios músicos de la zona costera central asturiana, muchos de ellos ni siquiera conociéndose personalmente, con el deseo de formar un grupo de bases ska con influencias rock, punk y folk (y de grupos como Dixebra), empleando la trompeta y la gaita asturiana en sus temas. También deciden claramente usar exclusivamente el asturiano como lengua de expresión, participando así en la reivindicación lingüística por la oficialidad de esta lengua en Asturias.
El nombre de la banda procede de una anécdota sucedida durante las fiestas de Candás de 2000, cuando un hombre apareció en mitad de la fiesta "cantando" en estado de embriaguez el popular tema Smoke on the water de Deep Purple, pero cambiando la letra por Escama la rede, expresión de los concejos marineros del centro de Asturias que se refiere a la acción de robar los peces de la red de otro pescador. Al verlo, algunos de los que después compondrían Skama la Rede comentaron, sin mayores pretensiones, que aquel sería un buen nombre para un grupo de ska.
El grupo debuta de forma "oficial" el 27 de febrero de 2004 en la misma localidad de Candás, en un concierto gratuito junto a otras tres bandas de la zona. En primavera del mismo año editan su primera maqueta, Hestories absurdes, que incluiría cinco temas.
Terminan el año rondando la veintena de conciertos a lo largo de la geografía asturiana, con una escapada a León. En octubre telonean a Skalariak en la Sala Albéniz de Gijón.
El año 2005 sería un año de consolidación para Skama la Rede dentro del panorama musical asturiano, ya que consiguen tras menos de dos años de existencia lo que muchos grupos con ciertas similitudes nunca llegaron a hacer: en agosto editan su primer álbum, La nuesa hestoria, con el sello L'Aguañaz. En él se incluyen 12 temas (3 de ellos reversionados de Hestories absurdes) donde siguen las pautas marcadas desde el inicio del grupo, en sus conciertos y en su maqueta. El corte Internacionalista consigue un cierto éxito, sonando en las radios comerciales. Durante el primer medio año del disco en el mercado, se venden casi un millar de copias. De nuevo en octubre, con motivo del concierto Asturies nun escaez celebrado por la organización juvenil independentista Darréu, tienen la oportunidad de compartir escenario con otro grupo de su estilo, los vitorianos Betagarri.
A lo largo de ese año, el grupo vuelve a dar unos veinte conciertos, entre ellos uno en Segovia y otro en la localidad vasca de Guecho. El 5 de noviembre se atreven a realizar el recorrido de una manifestación convocada por el Conceyu Abiertu pola Oficialidá, mientras tocan su repertorio para todos los asistentes subidos en un camión, de forma desinteresada y ante 10 000 personas.
El año 2006 lo comienzan ganando el Premiu al Meyor Cantar n'Asturianu d'Asturies, por votación popular al tema "Internacionalista". Recorren prácticamente toda la geografía asturiana participando en fechas importantes como el Conciertu pola Oficialidá, GriescaFest2, el Festival Derrame Rock o la Noite Celta de Porcía, la más antigua de Asturias. También tienen tiempo para hacer dos escapadas al País Vasco y una a Galicia. Durante este año llegan a compartir escenario con bandas referenciales para ellos como La Gran Orquesta Republicana, Skarnio, Banda Bassotti o The Locos.
El 22 de septiembre encabezan junto con Dixebra el V Festival Puelles Rock, su último concierto antes de encerrarse en el local de ensayo para preparar su segundo trabajo (Echaos a la mar) que vio la luz a principios del 2007, después de superar las 1000 copias de su primer álbum.
En 2010 salió a la luz su tercer álbum, llamado Ye too mentira.

## Componentes
- Míguel Fernandi "Burilo": voz
- Eduardo Fernández: guitarra
- David Suárez: guitarra
- Alfonso Sánchez: bajo
- José Ángel Rodríguez "Llou": batería
- Xandru Vega: gaita
- Fernando Ortiz:  trompeta
- Fabián Díez:  trombón

## Discografía
- Hestories absurdes

Maqueta, 2004
1. Menudu país
2. Día de comedia
3. Coses de la edá
4. El dueñu'l mundiu
5. Campu de batalla

- La nuesa hestoria

LP, L'Aguañaz, 2005
1. Los suaños, suaños son
2. Internacionalista
3. Sonia
4. El dueñu'l mundiu
5. ¿Onde ta?
6. Hai que siguir
7. Campu de batalla
8. Dexa que...
9. Asturies borracha
10. La Pita de la Xunta
11. Día de comedia
12. La nuesa hestoria

- Echaos a la mar

LP, L'Aguañaz, 2007
1. Echo a correr
2. Mierdina d'or
3. Nin un pasu atrás
4. Llatinoamerica
5. El cantar de la banda
6. Querémoste equí
7. Nun ye tarde
8. La música nun va a parar
9. Un destín
10. Nunca llovió que nun abocanare
11. Villaska
12. Odio al presidente

- Ye Too Mentira

LP, L'Aguañaz, 2010
1. Sarxentu Retonda
2. Albo-rada Impopular
3. Ye Too Mentira
4. La Resaca Ya Vendrá
5. Yes Mongol
6. S.O.S Fame En Tapia
7. Nieva Sobre Moyao
8. Na Nuestra Realida
9. Pa Bien O Pa Mal
10. Condenau
11. Nunca Vais Poder
12. Si Lo Diz Mio Güela

- Avante

LP, L'Aguañaz, 2014
1. Ye por vosotros
2. Avante
3. Primaveres
4. El tele culu
5. Esa bandera
6. Cuantes veces
7. Politicu oficial
8. Nestor Jare Sara Angela
9. Agora yes tu
10. Coses de la edá
11. La casa gris
12. La de la poli